# Lohikeitto

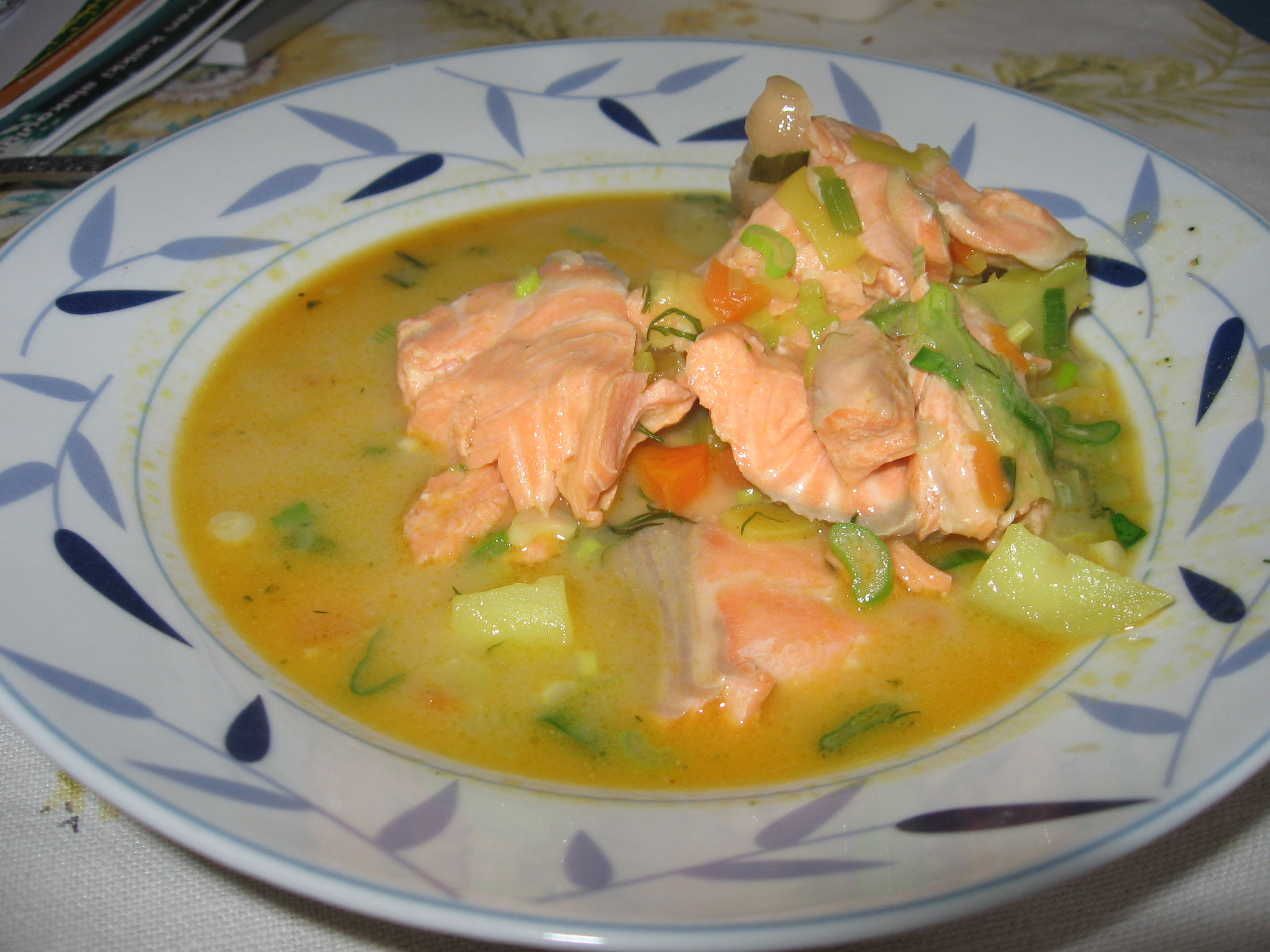
Sopa servida en un plato.

Lohikeitto (en finlandés sopa de salmón se denomina en sueco laxsoppa) se trata de una sopa elaborada con filetes de salmón, patatas cocidas (en una cantidad similar a la del salmón) y puerros. Es una sopa muy popular en los países nórdicos. La sopa se sirve caliente aromatizada con eneldo. Existe una discusión entre los defensores de los ingredientes del plato, sobre si debe o no, emplearse la leche como uno de sus ingredientes